# Alfred Newton
Alfred Newton FRS (n. 11 iunie 1829, Geneva, Geneva, Elveția – d. 7 iunie 1907, Magdalene College⁠(d), Anglia, Regatul Unit al Marii Britanii și Irlandei) a fost un zoolog și ornitolog englez. Newton a fost Profesor de Anatomie Comparată de la Universitatea Cambridge din 1866 la 1907. Printre numeroasele sale publicații au fost Dicționarul de Păsări în patru volume (1893-6), intrări pe ornitologie în Encyclopaedia Britannica (ediția a 9-a), în timp ce era, de asemenea, editor al revistei Ibis din 1865 până în 1870. În 1900, el a fost distins cu Medalia Regală a Societății Regale și Medalia de Aur a Societății Lineene.

## Listă parțială de publicații
- Newton, A. (1862), „On the zoology of ancient Europe”, Cambridge Philosophical Society
- Newton A. (1864–1907), Ootheca Wolleyana: 1. An illustrated catalogue of the collection of birds' eggs formed by the late John Wolley 2. Eggs of the native birds of Britain and list of British birds, past and present. The first part was published in 1864; it was not until 1902 that Newton was able to resume the work and the next parts appeared in 1902, 1905 and 1907. The work is illustrated with colour lithographic plates and with black & white illustrations. Artists include Newton, Balcomb, Grönvold, M. Hanhart, J. Jury, and Joseph Wolf. The 11th edition of the Encyclopædia Britannica comments: "[This] was an amplification of the numerous articles on birds which he contributed to the 9th edition of the Encyclopædia Britannica".
- Newton, A.; Newton, E. (1868), „On the osteology of the Solitaire or Didine bird of the Island of Rodriguez”, Proceedings of the Royal Society, 103: 428–433
- Newton, A. (1874), Manual of Zoology, London: SPCK
- Newton, A.; Parker, W.K. (1875), „Birds”, Encyclopædia Britannica 9th Edition
- Newton, A. (1877). „The dodo”. Encyclopædia Britannica 9th Edition.
- Newton, A.; Newton, E. (1880), „List of the Birds of Jamaica”, Handbook of Jamaica
- Newton, A. (1880), Report on the practicability of establishing a 'Close Time' for the protection of indigenous animals, by a Committee appointed by the British Association, 1869-1880, British Association Reports, London
- Newton, A. (1881), „The Wild Birds' Protection Act 1880, with explanatory notes. London (Field Office) 1880”, Quarterly Review, 151 (301: January 1881): 100
- Newton, A. (1884), „Ornithology”, Encyclopædia Britannica 9th Edition
- Newton, Alfred (1888), „Early days of Darwinism”, Macmillan's Magazine, 57 (February 1888): 241–249
- Newton A. (assisted by Hans Gadow, with contributions from Richard Lydekker, Charles S. Roy and Robert Shufeldt) (1893–1896), Dictionary of Birds. Reprinted in one volume (1088 pages) Black, London, 1896.
- Newton A. et al. (1896–1903), Bird migration in Great Britain and Ireland. Reports of the Committee... British Association.